# Customer newsletter service
Customer newsletter service je služba zasílání zákaznických letáků nebo novinek.

## Newsletter
V doslovném překladu Newsletter znamená dopis s novinkami. V přeneseném významu máme pro Newsletter název leták. Slovní spojení "Customer Newsletter Service" můžeme přeložit jako služba zasílání novinek zákazníkům dané firmy . Toto zasílání novinek může mít podobu písemnou, elektronickou, zvukovou nebo obrazovou. Newsletter, jinak také direct mail nebo jen email je dnes běžnou součástí internetového marketingu.

## Elektronické zasílání novinek
Elektronické zasílání novinek je jednou z nejmodernějších a nejrozšířenějších způsobů v době chytrých telefonů, tabletů a emailové komunikace. Společnosti často tvoří speciální týmy v oddělení marketingu, které se zaobírají používáním vhodných nástrojů pro tuto komunikaci se zákazníky. Newsletter se tak stal nedílnou součástí našeho každodenního života. Bohužel název "Newsletter" je často spojen se slovem SPAM. Ovšem velké nadnárodní firmy a organizace tuto formu obeznamování svých zákazníků s novinkami využívají čím dál častěji. Investice do týmů, které newlettery neustále vylepšují jsou čím dál vyšší. Důvodem vyšších investic jsou totiž i zvýšené zisky z tohoto informování určité cílové skupiny, kdy je Newsletter vytvořen přímo na míru čtenářům. Společnost je také schopná ve výsledku dohledat a zjistit, který Newsletter měl větší úspěch a jaký zisk jim přinesl.
V dnešní době můžeme na trhu nalézt také mnoho firem, které se přímo zabývají vytvářením tzv. Newsletterů pro velké firmy. Jedná se o marketingové firmy, které se zaměřují na tuto komunikaci a dokážou se přizpůsobovat novinkám na trhu a využívat nejnovější inovace v této oblasti.

## Tištěná forma newsletteru
Pokud se jedná o formu písemnou, na českém trhu užíváme název letáky. Letáky jsou však spojovány především s firmami z potravinářského průmyslu, ale i jinými průmysly zabývajícími se obchodem. Tato komunikace prostřednictvím letáků je z větší míry směřována konečným zákazníkům nebo uživatelům. Jedná se tedy o trh B2C – business to customer. Další formou poskytování služby informování zákazníků o novinkách je také prováděno prostřednictvím novin. V poslední době se firmy obrací většinou na cílenou reklamu, avšak např. v časopisech, které jsou určeny převážně pro podniky. Při investování do této reklamy má většinou podnik zaručeno, že se novinky dostanou přímo k cílené skupině. Tento způsob komunikace se odvíjí již od samotného trhu, a to B2B – business to business.

## Další formy obchodního sdělení
Další formou informování je způsob zvukový nebo obrazový. Tato oblast se již trochu odklání od významu hlavního slova "Newsletter", jelikož slovo "Letter" je již téměř vypuštěno. Jedná se pak o pouhé sdělování novinek, případné nabízení novinek po telefonu. Reklama formou videa, ať už v televizi nebo na internetu, nás obklopuje ze všech stran. Jedná se o jeden z nejúčinnějších nástrojů marketingu, avšak se jedná o velmi drahou záležitost, zvláště pak při reklamě v televizi. Videa na internetu se však stávají stále oblíbenějšími v době, kdy mnoho mladých lidí nemá doma televizi. Videa nejsou také tak nákladná jako samotné reklamy v televizi. Firmy pak mohou videa o nových výrobcích nebo službách šířit prostřednictvím sociálních sítí.

## Funkce newsletteru
- informování stávajících zákazníků o novinkách ve společnosti či o nových produktech
- získávání nových zákazníků
- získávání zpětné vazby od zákazníků
- sběr údajů o zákaznících
- zapojení zákazníků do vývoje produktů a služeb 

## Zákonné omezení
Rozesílání newsletterů a dalších obchodních sdělení je regulováno zákonem č. 480/2004 Sb., o některých službách informační společnosti a o změně některých zákonů . Konkrétně šíření obchodních sdělení upravuje §7 tohoto zákona.
Za obchodní sdělení zákon považuje všechny formy sdělení určené k přímé či nepřímé podpoře zboží nebo služeb (školení, placené informace apod.) konkrétního podnikatelského subjektu, tedy i nabídky bezplatných služeb, pokud tento subjekt je tzv. ekonomickým subjektem, tedy subjektem vykonávajícím podnikatelskou činnost . 
Aby podnikatelé mohli uživatelům rozesílat obchodní sdělení, musí mít od nich k tomu souhlas. Zákon stanovuje, že souhlasem se rozumí svobodný, zřejmý a vědomý projev vůle, který učiní adresát vůči odesílateli, aby mu umožnil využívat podrobnosti jeho elektronického kontaktu k rozesílání obchodních sdělení  .